# Veronica decorosa
Veronica decorosa är en grobladsväxtart som beskrevs av Ferdinand von Mueller. Veronica decorosa ingår i släktet veronikor, och familjen grobladsväxter. Inga underarter finns listade i Catalogue of Life.